# Dicloxacilina
Dicloxacilina é uma substância utilizada como medicamento pertencente ao grupo e sub-grupos:
- Medicamentos Anti-infecciosos
  - Antibacterianos
    - Penicilinas
      - Isoxazolilpenicilinas

Trata-se de uma penicilina semissintética, com menor actividade do que as penicilinas naturais não sendo hidrolisadas pela grande maioria das penicilinases, apesar de apresentar alguma actividade contra cocos gram + e cocos gram -.
A dicloxacilina está disponível uma variedade de nomes comerciais, incluindo Diclocil (BMS).

## Indicações
Este antibiótico está indicado em infecções devidas a estirpes de estafilococos produtoras de penicilinases resistentes ao tratamento com benzilpenicilina.
É usada em infecções como otite externa, pneumonia, impetigo, celulite, infecções da pele e tecidos moles, osteomielites e endocardite estafilocócica.

## Reacções adversas
As reacções adversas mais comuns são:
- hipersensibilidade à substância, o que pode provocar febre, urticária ou dores articulares.
- angioedema
- Leucopenia (normalmente transitória)
- trombocitopenia (normalmente transitória)
- Choque anafilático (exclusivamente em doentes com hipersensibilidade às penicilinas).
- Hepatotoxicidade (hepatite aguda colestática) esta situação pode aparecer bastante tarde, por vezes até depois de ter sido suspensa a terapêutica.

## Contra indicações e precauções
- em doentes com história de hipersensibilidade às penicilinas.
- em doentes com Insuficiência renal, deve ser reduzida a posologia.
- em doentes com porfiria.

## Interacções
Não deve ser administrada concomitantemente com probenecida porque esta substância inibe competitivamente a secreção tubular das penicilinas, podendo causar um aumento significativo das suas concentrações séricas.
Em doentes com fibrose cística há uma redução da concentração sérica.

## Excreção
A dicloxacilina é essencialmente excretada pela urina. Através da hemodiálise, não é possível retirar do soro a dicloxacilina.

## Classificação
- MSRM
- ATC - J01CF05
- CAS
  - Dicloxacilina - 3116-76-5
  - Dicloxacilina sódica
    - monohidratada – 13412-64-1
    - anidra - 343-55-5

## Fórmula molecular
- Dicloxacilina

C19H17Cl2N3O5S
- Dicloxacilina sódica

C19H16Cl2N3NaO5S, H2O

## Nomes Comerciais
| NOME DO MEDICAMENTO | PAÍSES ONDE É COMERCIALIZADO                                                                 |
| Diclocil            | Austrália, Dinamarca, Finlândia, Grécia, Noruega, Nova Zelândia, Portugal, Suécia, Tailândia |
| Dicloxsig           | Austrália                                                                                    |
| Distaph             | Austrália                                                                                    |
| Dicillin            | Dinamarca                                                                                    |
| InfectoStaph        | Alemanha                                                                                     |
| Brispen             | México                                                                                       |
| Cilpen              | México                                                                                       |
| Clomicin            | México                                                                                       |
| Diclo-Tecno         | México                                                                                       |
| Dipxapen            | México                                                                                       |
| Ditterolina         | México                                                                                       |
| Dixen               | México                                                                                       |
| Penclox             | México                                                                                       |
| Posipen             | México                                                                                       |
| Amcidil             | Tailândia                                                                                    |
| Cloxydin            | Tailândia                                                                                    |
| Diclex              | Tailândia                                                                                    |
| Diclocillin         | Tailândia                                                                                    |
| Dicloson            | Tailândia                                                                                    |
| Diclox              | Tailândia                                                                                    |
| Dicloxia            | Tailândia                                                                                    |
| Dicloxin            | Tailândia                                                                                    |
| Dicloxman           | Tailândia                                                                                    |
| Dicloxno            | Tailândia                                                                                    |
| Diloxin             | Tailândia                                                                                    |
| Ditum               | Tailândia                                                                                    |
| Dixocillin          | Tailândia                                                                                    |
| Dorox               | Tailândia                                                                                    |
| Servidiclox         | Tailândia                                                                                    |